# 洛珀塔里鄉
45°29′N 26°35′E / 45.483°N 26.583°E
洛珀塔里鄉（羅馬尼亞語：Comuna Lopătari, Buzău），是羅馬尼亞的鄉份，位於該國東南部，由布澤烏縣負責管轄，面積103平方公里，海拔高度460米，2007年人口4,227，人口密度每平方公里41人。